# 巴西利亚大学
巴西利亚大学（葡萄牙語：Universidade de Brasília，UnB）是位於巴西首都巴西利亚的一所公立大学。巴西利亚大学创设于1962年4月。该大学为巴西规模最大的大学之一，现有3万名学生。巴西利亚大学为一联邦立大学。

## 著名人物
- 奥斯卡·尼迈耶，1988年普利策奖得主